# Minute Man (Concord)
Pour les articles homonymes, voir Minute Man.
Le Minute Man, aussi appelée le Concord Minute Man pour la différencier d'une autre œuvre de Lexington ou plus simplement Minuteman Statue, est une statue située à proximité du Old North Bridge, dans le Minute Man National Historical Park, à Concord, dans l'État du Massachusetts, aux États-Unis. Créée par le sculpteur américain Daniel Chester French — connu notamment pour la sculpture d'Abraham Lincoln au Lincoln Memorial à Washington —, la statue représente un membre de « minutemen » en mémoire de la bataille de Lexington et Concord qui opposa les soldats continentaux aux forces britanniques et marque le début de la guerre d'indépendance des États-Unis.
Le modèle est le « minuteman » Isaac Davis (1745-1775), capitaine de la milice de la ville d'Acton et premier mort au combat à Concord lors de la bataille de Lexington et Concord.
Sur le socle de la statue se trouve une strophe de l’Hymne de Concord écrit par Ralph Waldo Emerson en 1837 (Shot heard ’round the world).
La Garde nationale des États-Unis reprend cette statue de Davis pour son logotype.

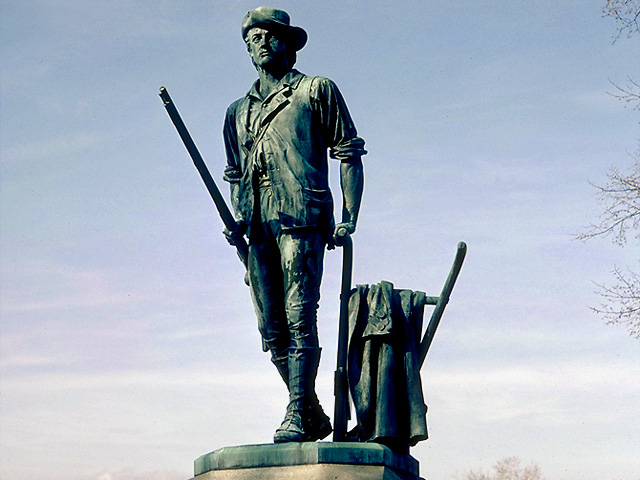
La statue en plan serré.
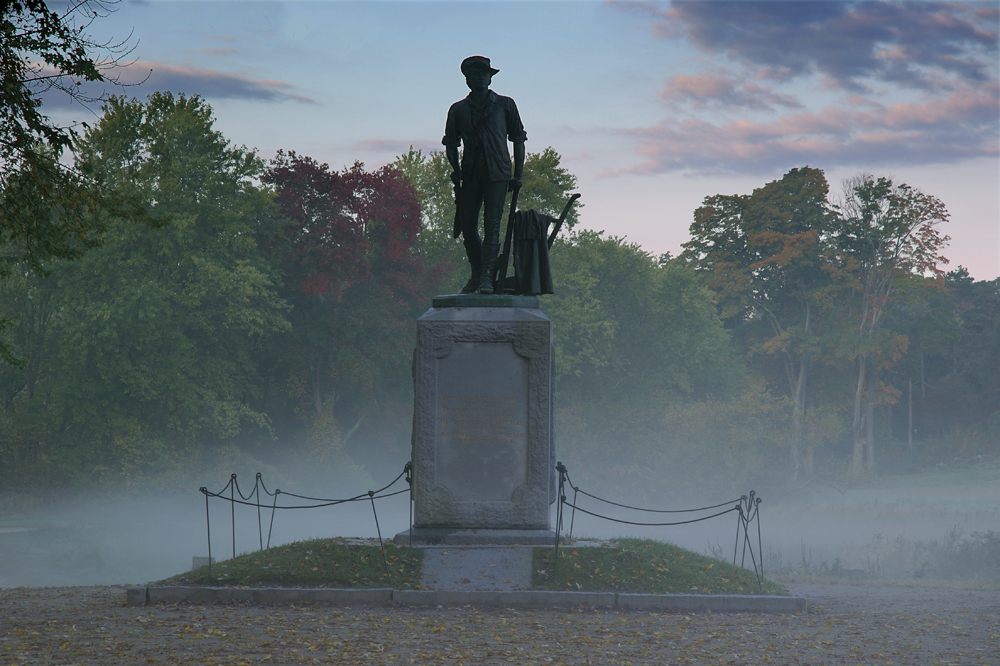
La statue en plan large.
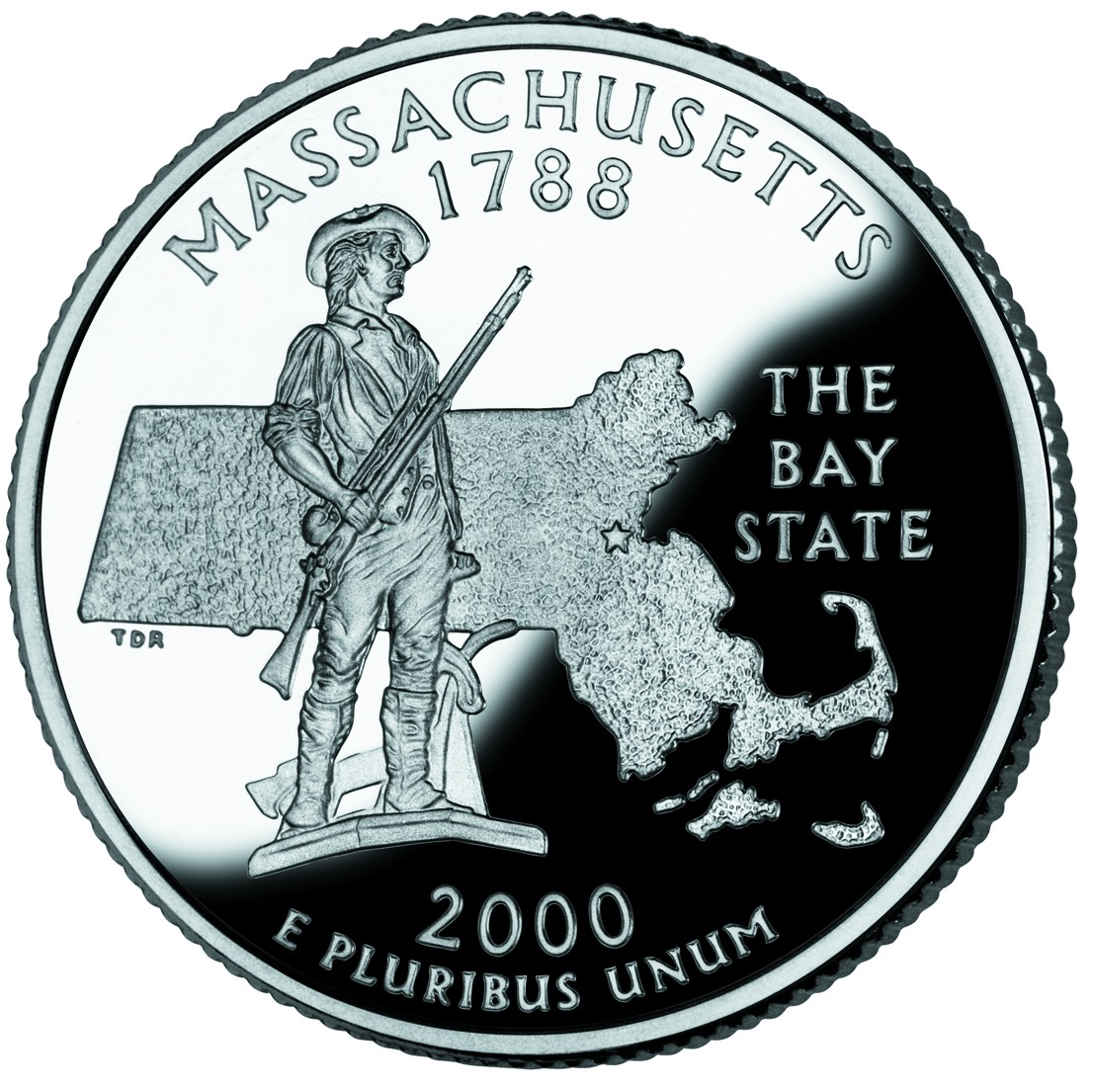
La statue reprise sur le revers du State Quarter du Massachusetts.
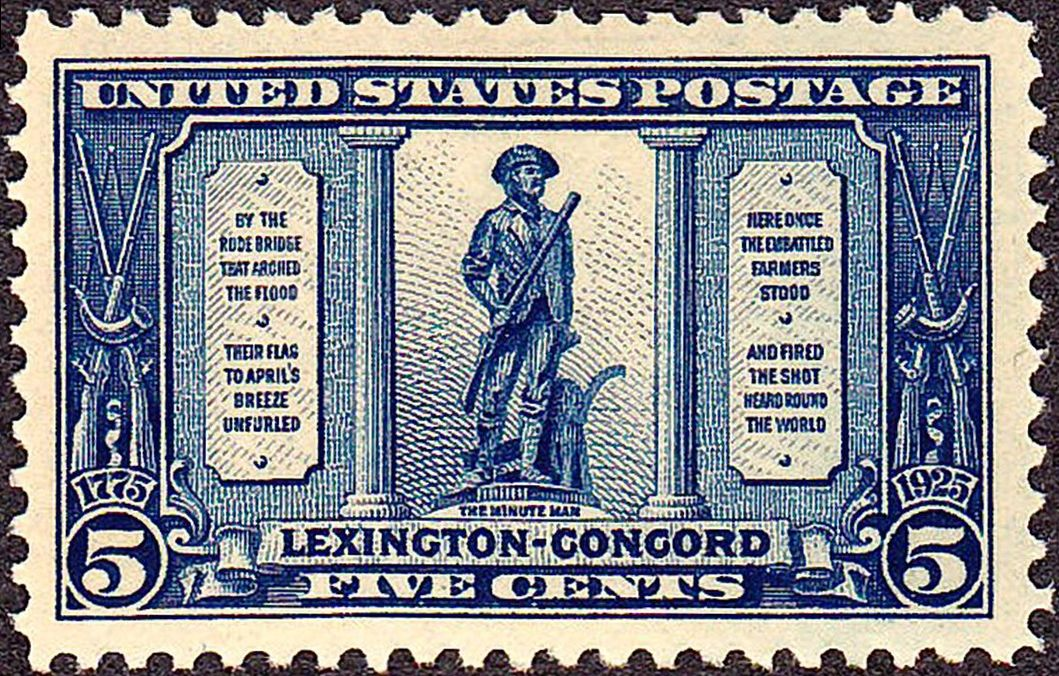
La statue reprise sur un timbre.
Logotype de la Garde nationale des États-Unis